# Henpecked Hoboes
«Henpecked Hoboes» («Курам на смех», «Куриные бродяги») — короткометражный мультипликационный комедийный фильм, выпущенный в 1946 году компанией Metro-Goldwyn-Mayer. Режиссёр Текс Эвери, продюсер Фред Куимби, сценарист Хек Аллен, мультипликаторы: Эд Лав, Рэй Абрамс, Престон Блэйр, Уолтер Клинтон, композитор Скотт Брэдли.
Первый фильм, в котором фигурируют разработанные Тексом Эвери персонажи Джордж (George) и Малыш (Junior): два неразлучных медведя, Джордж — сообразительный коротышка, а Малыш — глуповатый увалень. было выпущено всего 4 фильмов с их участием (не считая последовавшего в 1990-х годах возвращения персонажа в мультфильмах студии Hanna-Barbera Productions).

## Сюжет
Джордж и Малыш предстают перед зрителем в образе двух бездомных бродяг. Скитаясь по стране, они набредают на ферму и решают перекусить пасущейся там курочкой. Для чего сперва им приходится вывести из игры петуха, ухаживающего за их будущим обедом.
Малыш, не отличающийся сообразительностью, старается чётко следовать указаниям Джорджа, в итоге все шишки сыпятся на последнего и в ловушки, приготовленные для курицы, попадается Джордж.
Сквозной шуткой через весь фильм проходят сцены телесного наказания Малыша: после каждой допущенной им оплошности Джордж, чтобы пнуть его под зад, просит: «Нагнись-ка, Малыш» («Bend over, Junior»). После чего следует непосредственно акт физического воздействия.

## Интересные факты
Оба персонажа были переанимированы Пэтом Вентурой для антологии What A Cartoon!
Пэт Вентура сделали только 2 короткометражки "Смотри вниз" и "Рождественский спектакль Джорджа и Джуниора"

## Цензура
На канале «Cartoon Network» была укорочена сцена, в которой Малыш взрывает Джорджа и тот становится похожим на негра.